# Fade into Light
Fade into Light is een muziekalbum van de Amerikaanse zanger/gitarist Boz Scaggs; het bevat een aantal nieuwe en oude songs. Het wordt uitgebracht als DUAL-disc, één zijde is compact disc, de andere zijde is Dvd. De musici verschillen per compositie. Het album is de Amerikaanse versie van een album met dezelfde titel dat in 1999 in Japan is verschenen. De vraag naar dat album steeg toen Scaggs een onverwachte meevaller had in de vorm van het album But Beautiful.

## Musici
- Boz Scaggs – zang, gitaar alle tracks
- David Paich – toetsen (1) (4)
- Nathan East – basgitaar (1) (4) (9)
- Dean Parks – gitaar (1) (4)
- Curt Bisqueta – percussie (1) (2) (4) (6) (11)
- Lenny Castro – percussie (1) (4)
- Greg Philinganes – toetsen (1) (4)
- Tom Scott – saxofoon (1)
- Liza Frasier – achtergrondzang (1) (2) (6)
- Kathy Merrick – achtergrondzang (1) (6)
- Randy Kerber – toetsen (2) (5) (6) (10)
- Aaron Zigman – toetsen (2)
- Fred Tackett – gitaar (2) (6) (9) (10) (11)
- Dave Carpenter – basgitaar (2) (6) (10) (11)
- Michael Rodriquez – toetsen en drumcomputer (3)
- Ray Parker Jr. – gitaar (4)
- Neil Stubenhaus – basgitaar (5)
- Robben Ford – gitaar (7)
- Roscoe Beck – basgitaar (7)
- Michael Omarian – toetsen (7)
- Jim Keltner – slagwerk (7)
- William Smith – orgel (7)
- Ricky Fataar – slagwerk, gitaar en toetsen (8) (9) (12)
- James Hutchinson – basgitaar (8)
- Booker T. Jones – orgel (9)
- Kevin Bents – piano (9)
- Jai Winding – toetsen (11)
- Norbert Stachel – saxofoon (11)

## Composities
Alle composities van Scaggs, behalve waar aangegeven:
CD:
1. Lowdown (Scaggs / David Paich)
2. Some things happen (Scaggs / Marucs Miller)
3. Just go
4. Love TKO ( Womack & Womack / Gip Noble)
5. Fade into light
6. Harbor lights
7. Lost
8. Time
9. Sierra
10. We’re all alone
11. Simone (Scaggs / David Foster)
12. I’ll be the one.

DVD
Zie boven met
- Lowdown (live)
- Harbor lights (live)
- We’re all alone (live)